# Christine Dale
Christine „Chris“ Dale (* 12. August 1954) ist eine ehemalige australische Sprinterin.
Beim Leichtathletik-Weltcup 1977 in Düsseldorf wurde sie mit der ozeanischen Mannschaft Vierte in der 4-mal-400-Meter-Staffel.

## Persönliche Bestzeiten
- 200 m: 23,3 s, 19. Februar 1977, Melbourne
- 400 m: 52,9 s, 15. Dezember 1976, Melbourne